# Русский дизель
Машиностроительный завод «Русский Дизель» — машиностроительная компания в Санкт-Петербурге, в XX веке специализировавшаяся на производстве дизельных двигателей. Запчасти для двигателей «Русский Дизель» выпускаются Кингисеппским машиностроительным заводом.

## История

### Основание предприятия и его история в Российской империи
Чугунно-медно-сталелитейный и котельный завод «Людвиг-Нобель» был основан 1 октября 1862 года на базе существовавшего ранее механического завода Шервуда. Он занимал северную часть квартала между Пироговской набережной, улицей Фокина, Большим Сампсониевским проспектом и Евпаторийским переулком на Выборгской стороне. В 1870 году на Всероссийской Мануфактурной выставке Людвиг Нобель получил высшую награду — право изобразить государственный герб на своей продукции. В первые годы предприятие выпускало военные орудия, лафеты, снаряды, мины. После русско-турецкой войны и заключения Парижского мирного договора российское правительство перевело госзаказы за границу, предприятие Людвига Нобеля стало производить гражданскую продукцию: цистерны, буровые инструменты, вагоны, паровые насосы и котлы, главным образом снабжая нефтяное производство Нобелей. После смерти Людвига Нобеля завод унаследовал его сын Карл, но тот рано умер, и завод перешёл его старшему брату Эммануилу. На рубеже веков Эммануил построил восточнее завода жилой район для работников, с библиотекой и школой. Эти здания сейчас располагаются по обе стороны Нобельского переулка.
В конце XIX века Эммануил Нобель приобрёл у Рудольфа Дизеля лицензию на производство дизельных двигателей. Не удовлетворившись производством готового образца, на заводе до революции инженером Густавом Васильевичем Тринклером были созданы десятки новых видов дизельных двигателей с оригинальной конструкцией. Здесь в 1899 году появился первый в мире дизельный двигатель, работавший на сырой нефти; за границей он стал известен как «русский дизель». В 1908 году на заводе был создан первый в мире дизельный двигатель с непосредственным реверсом коленчатого вала. В 1911 году завод построил V-образный 8-цилиндровый двигатель для подводных лодок с рекордно малой удельной массой двигателя. Завод поставил двигатели первому в мире дизельному судну «Вандал» и первой в России дизельной подводной лодке «Минога». Такие же как на «Миноге» двигатели были установлены на канонерках «Карс» и «Ардаган». В 1900—1912 годах завод изготовил 540 дизельных двигателей, в том числе 87 судовых.

### Завод в советские годы
После большевистской революции завод был фактически остановлен. В 1923 году возобновил производство. В 1926 году объём выпускаемой продукции превзошёл уровень 1913 года, к началу 1930-х годов завод обеспечивал треть потребностей советских заводов, электростанций и теплоходов в дизельных двигателях. Под руководством конструктора Всеволода Ваншейдта завод сконцентрировался на производстве двухтактных судовых двигателей. «Русский Дизель» поставил двигатели подводным лодкам типа «Крейсерская».
В послевоенное время завод стал одним из ведущих поставщиком дизельных двигателей для кораблей и судов советского гражданского и военного флотов. Несмотря на прекращение производства в 1990-х годах, двигатели «Русский дизель» по состоянию на ноябрь 2019 года использовались на 27 кораблях и судах только Военно-Морского Флота России. В их числе большие десантные корабли проекта 1171, спасатель подлодок проекта 537 «Алагез», танкеры типа «Дубна», ракетные корабли проекта 11661 и др.
В 1980-х годах было принято решение расширить производство, построив филиал «Русского дизеля» в промзоне Всеволожска.
Среди известных сотрудников завода этого периода можно назвать писателя-фантаста Илью Варшавского, свыше 20 лет проработавшего там инженером

## «Русский дизель» в современной России
В 1990-х годах завод был акционирован и в 1999 году обанкрочен. Петербургские здания завода были по отдельности распроданы под производства и офисы, большую часть цехов во Всеволожске заняли водочный завод «Ливиз» и автосборочное предприятие Форд Всеволожск.
Собственником конструкторской документации на двигатели является Министерство обороны РФ. В 2018 году совместным решением министерства промышленности и торговли и министерства обороны РФ держателем подлинников комплектов рабочей конструкторской документации, разработанной ПО «Русский Дизель», был назначен Кингисеппский машиностроительный завод (ООО «КМЗ»). Документ датирован июнем 2018 года, его подписали в частности заместитель министра промышленности и торговли О. Н. Рязанцев, заместитель министра обороны А. Ю. Криворучко и представители Департамента Министерства обороны Российской Федерации по обеспечению государственного оборонного заказа.
Ремонтом двигателей «Русский Дизель» на кораблях и судах ВМФ со второй половины 2010-х годов занимается Кингисеппский машиностроительный завод. В 2021 году предприятие заключило контракт с Минобороны РФ на поставку комплектующих для корабельных дизельных двигателей производства ПО «Русский Дизель», став единственным поставщиком деталей для этих двигателей. На КМЗ сейчас ведётся восстановление производства ряда узлов и агрегатов двигателей «Русский дизель», также предприятие изготавливает дизель-генераторы и силовые установки для кораблей и судов мощностью до 10 000 л. с. на базе дизельных двигателей размерности 23/2х30 «Русский дизель».